# Руби Д’Альма
Руби Д’Альма (урождённая Джуста Манка ди Вильяэрмоса, 24 апреля 1906 — 7 августа 1994) — итальянская актриса.

## Жизнь и карьера
Родилась в Милане, в аристократической семье После эпизодической роль в фильме Камилло Мастрочинкве Regina della Scala, где она фактически сыграла саму себя, Манка ди Вильяэрмоса решила всерьёз заняться актёрской карьерой и взяла сценическое имя Руби Д’альма. Прорывной работой стала роль аристократки Донна Паола, за которой безуспешно ухаживал герой Витторио де Сики в фильме Марио Каремини Il signor Max. С тех пор карьера Д’Альма пошла в гору, хотя ей часто приходилось воплощать стереотипные образы холодных и чопорных аристократок. После войны она стала появляться в основном в характерных ролях, а затем постепенно отошла от киноиндустрии.

## Избранная фильмография
- Il signor Max (1937)
- Hurricane in the Tropics (1939)
- Алые розы (1940)
- Antonio Meucci (1940)
- A Pistol Shot (1942)
- Одесса в огне (1942)
- C'è sempre un ma! (1942)
- Daniele Cortis (1947)
- Heaven over the Marshes (1949)
- Eager to Live (1953)